# Takopi’s Original Sin
Первородный грех Такопи (яп. タコピーの原罪) - японская веб-манга, написанная и проиллюстрированная Taizan 5. Манга публиковалась на принадлежащей издательству Shueisha веб-платформе Shōnen Jump+ с декабря 2021 года по март 2022 года. В июне 2025 года состоялась премьера ONA-адаптации, созданной студией Enishiya. 
Сюжет рассказывает о Такопи — наивном существе с планеты Счастья, которое прибывает на Землю с намерением приносить радость. Однако, оказавшись в мире человеческих страданий и жестокости, он сталкивается с тяжёлой судьбой девочки по имени Сидзука и, пытаясь помочь ей, сам становится причастен к трагическим событиям. Произведение сочетает в себе элементы драмы, триллера и социальной критики, затрагивая темы насилия, отчуждения и морального выбора.

## Сюжет
В 2016 году Нну-Ану-Кф, инопланетянин с Планеты Счастья, совершает аварийную посадку на Землю, чтобы дарить людям счастье. Избежав плена, он встречает девятилетнюю Сидзуку Кудзе. Поскольку девочка живёт и растёт без отца, а её мать работает экскортницей и очень редко появляется дома, у неё нет людей, которые её любят, а своё утешение она находит только в компании своего пса Чаппи. К тому же один из клиентов матери девочки - отец её одноклассницы, Марин Кирарадзаки, из-за чего она подвергает Сидзуку постоянным издевательствам и травле, получая в этом поддержку одноклассниц. 
Заметив сходство инопланетянина с осьминогом, Сидзука назвает его Такопи. Тот пытается помочь девочке стать счастливой с помощью гаджетов со своей планеты, однако однажды она приходит к нему избитая, держа поводок погибшего Чаппи, и просит один из гаджетов, с помощью которого совершает самоубийство. Желая всё исправить, Такопи использует другой гаджет, чтобы вернуться назад во времени и спасти Сидзуку.
Такопи проходит через несколько безрезультатных возвращений, в одном из которых во время столкновения случайно убивает Марину своим гаджетом, из-за чего тот ломается, и возвращение во времени становится невозможным. Чтобы скрыть преступление, Такопи вместе с одноклассником девочек, Наоки Адзумой, закапывает тело Марины, после чего принимает её облик.

## Персонажи
Такопи (яп. タコピー Такопи) - инопланетянин с планеты Счастья, похожий на осьминога. Цель Такопи — распространять счастье среди других с помощью различных гаджетов, хотя их невинное и упрощенное мировоззрение подвергается сомнению, когда они сталкиваются со сложной моралью и природой людей.
 Сэйю: Куруми Мамия
Сидзуку Кузе (яп. 久世 しずか Кузе Сидзука) - девятилетняя школьница, с которой подружился Такопи после прибытия на Землю. Сидзука является объектом издевательств и травли в школе из-за работы своей матери в эскорте и находит утешение только дома, со своей любимой собакой Чаппи. После того, как Марина подстроила нападение ее собаки на себя, служба отлова животных забирает Чаппи и усыпляет его. Лишение любимого питомца приводит девочку в отчаяние и она решается повеситься у себя дома. Такопи спасает Сидзуку, с помощью своего устройства поворачивая время вспять. С течением времени она медленно начинает распадаться как личность, так как чувствует себя одинокой. В конце концов, она отправляется туда, где находится ее биологический отец, но узнает, что у него новая семья, и решает разрушить его счастье.  
 Сэйю: Рэйна Уэда
Марин Кираразака (яп. 雲母坂 まりな Кираразака Марин) - одноклассница Сидзуки, которая является инициатором травли и издевается над ее семейной ситуацией. Позже выясняется, что Марин является жертвой насилия со стороны своей матери из-за того, что ее отец изменял ей с матерью Сидзуки. Такопи, стремясь помочь Сидзуке, случайно убивает Марин и ломает устройство, с помощью которого путешествует во времени. В конечном итоге Такопи занимает ее место.
 Сэйю: Кономи Кохара
Наоки Адзума (яп. 東 直樹 Адзума Наоки) - Одноклассник Сидзуки, который пытается поддержать её любым возможным способом, несмотря на то, что Сидзука неоднократно отказывалась от его помощи. Позже выясняется, что Наоки находился под давлением своей матери, которая сравнивала его со старшим братом, который был намного талантливее его. Наоки был подавлен из-за того, что мать постоянно называла его неудачником и всегда ожидала, что он будет так же хорош, как его старший брат. В конце концов Наоки узнаёт о смерти Такопи и Марины и помогает Сидзуке скрывать убийство.
 Сэйю: Анна Нагасэ

## Оценки и критика
Первородный грех Такопи выиграла премию за выдающиеся достижения на 51-й церемонии вручения наград Ассоциации карикатуристов Японии в 2022 году. Манга заняла третье место в списке лучших манг для мужского пола журнала Takarajimasha Kono Manga ga Sugoi! за 2023 год. Манга заняла девятое место в рейтинге «Лучшая манга 2023 года Kono Manga wo Yome!» журнала Freestyle. В 2023 году манга была номинирована на 16-ю премию Manga Taishō и заняла 10-е место из 11 номинантов; в том же году она была номинирована на 27-ю премию Тэдзуки Осаму в области культуры . В 2023 году манга была номинирована на 54-ю премию Seiun в категории «Лучший комикс».
В феврале 2022 года сообщалось, что количество просмотров манги на платформе Shōnen Jump+ превысило 2 миллиона в день. Первый том был продан тиражом 41 277 копий за первую неделю, а второй том был продан тиражом 198 505 копий за первую неделю. К маю 2022 года тираж манги превысил 1,2 миллиона экземпляров, включая цифровые версии.